# 21458 Susank
21458 Susank este un asteroid din centura principală de asteroizi.

## Descriere
21458 Susank este un asteroid din centura principală de asteroizi. A fost descoperit pe 25 aprilie 1998 la Stația Anderson Mesa în cadrul programului LONEOS. Asteroidul prezintă o orbită caracterizată de o semiaxă mare de 2,33 ua, o excentricitate de 0,07 și o înclinație de 4,6° în raport cu ecliptica.